# Steele
Steele es un rapero estadounidense, miembro del grupo Smif-N-Wessun y del colectivo de hip hop Boot Camp Clik. Steele y su compañero Tek hicieron su debut en el álbum Enta Da Stage de Black Moon en 1993 en las canciones "Black Smif-N-Wessun" y "U Da Man". El dúo fue firmado por Buckshot para Duck Down Records y grabó su sencillo debut "Bucktown" en 1994, al igual que su álbum debut Dah Shinin a principios de 1995. El álbum fue muy influyente en la escena del hip hop de Nueva York a mediados de los 90 y ahora está considerado como un clásico. El dúo se vio obligado a cambiar su nombre a Cocoa Brovaz debido a un pleito de la compañía de armas de fuego Smith & Wesson, y lanzaron un segundo álbum, The Rude Awakening, en 1998, en el que se incluían los sencillos "Won on Won", "Black Trump" y "Bucktown USA". Tras la temporal desaparición de Duck Down Records, el dúo firmó por Rawkus Records, y apareció en numerosas liberaciones de Rawkus como las compilaciones Soundbombing II, The Lyricist Lounge 2, The Lyricist Lounge III y el álbum Quality de Talib Kweli. Regresaron a Duck Down Records en 2002 y lanzaron junto con Boot Camp Clik el álbum The Chosen Few. En 2004, Steele grabó un mixtape en solitario llamado Amerikkka's Nightmare, una grabación fuertemente influenciada por la política. Tek y Steele regresaron con su nombre original Smif-N-Wessun en 2005 para el lanzamiento del nuevo álbum Tek N Steele: Reloaded. Steele también aparece en el álbum de Boot Camp Clik titulado The Last Stand que fue lanzado en el verano de 2006.

## Discografía

### Álbumes de Smif-N-Wessun/Cocoa Brovaz
- Dah Shinin (1995)
- The Rude Awakening (1998)
- Tek N Steele: Reloaded (2005)

### Álbumes de Boot Camp Clik
- For The People (1997)
- The Chosen Few (2002)
- The Last Stand (2006)